# Philipp Kohlschreiber

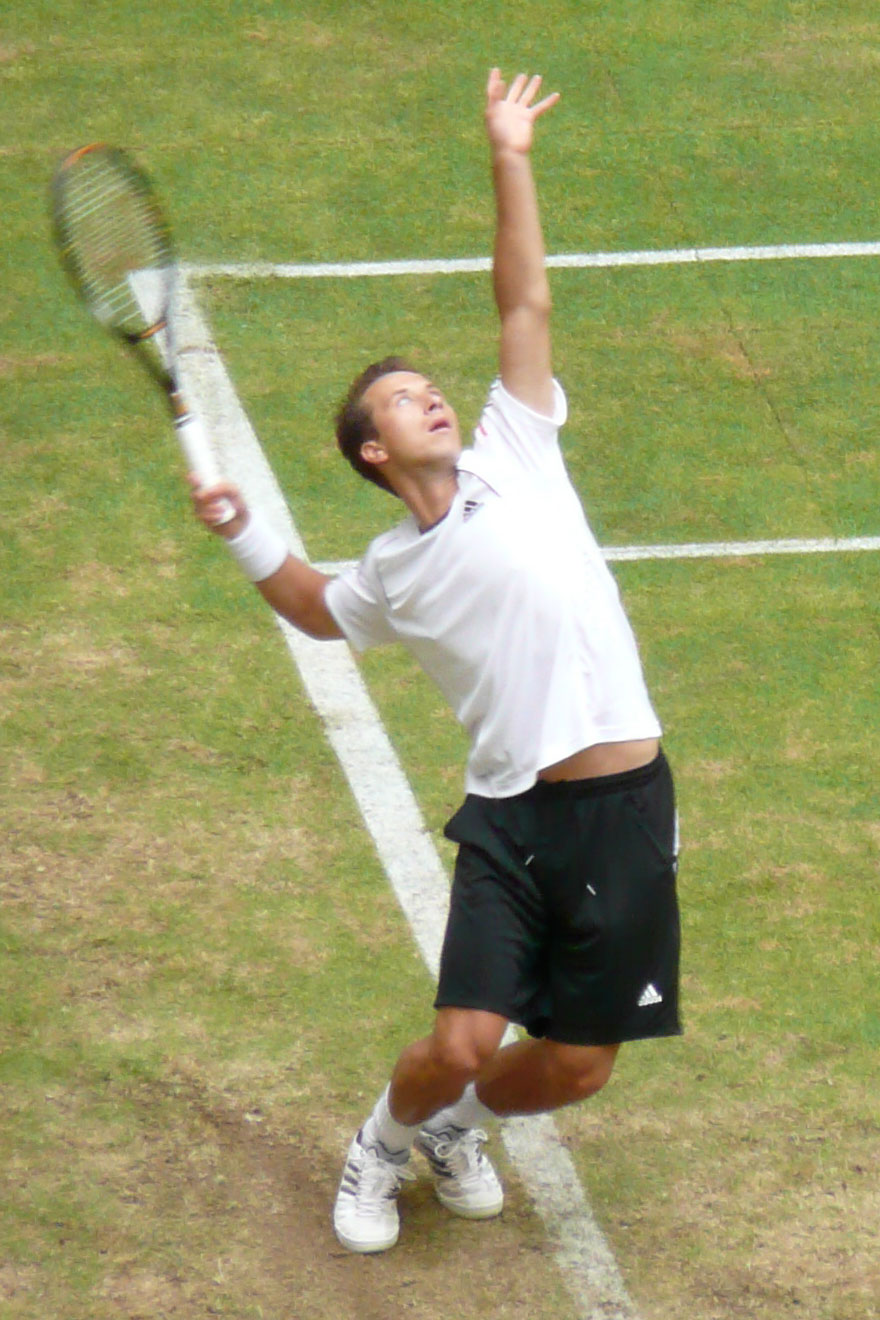
Philipp Kohlschreiber

Philipp Kohlschreiber, född 16 oktober 1983 i Augsburg i Tyskland, är en professionell tysk högerhänt tennisspelare. Kohlschreiber har totalt vunnit fyra dubbeltitlar och två singeltitlar. 

## Tenniskarriären
Vid femton års ålder tog Kohlschreiber 1999 sin första ATP-poäng. Två år senare blev han professionell tennisspelare och 2002 gjorde tysken debut i ATP-sammanhang, i turneringen i München. Sitt stora genombrott fick han säsongen 2004, då han avancerade 117 rankingplaceringar och slutade året som 88 i världen. Följande säsong vann han tillsammans med landsmannen Lars Burgsmüller dubbelturneringen i Ho Chi Minh-staden.
De senaste åren har Kohlschreiber stadigt förbättrat sin ranking. I maj 2007 vann tysken BMW Open, hans första ATP-titel. På vägen fram besegrades bland annat Marcos Baghdatis i semifinalen och Michail Juzjnyj i finalen. Tillsammans vann han och Juzjnyj dessutom dubbelturneringen.
Kohlschreiber var tongivande i det tyska Davis Cup-lag som nådde semifinal i lagtävlingen 2007. I semifinalen mot Ryssland ställdes han mot världsfyran Nikolaj Davydenko. Kolschreiber kvitterade matchen till 1–1 efter vinst med 6–7, 6–2, 6–2, 4–6, 7–5. Sedan förlorade han dock den avgörande matchen mot Igor Andrejev och Ryssland vann med 3–2.
I Auckland i januari 2008 vann Kohlschreiber sin andra ATP-titel. Han fortsatte att imponera under våren 2008 och rankades den 14 april på sin bästa placering någonsin, 24. Hans bästa ranking därefter har varit 20 (år 2012).
Kohlschreiber besegrade världssexan Andy Roddick i Australiska Öppna i den tredje omgången 6–4, 3–6, 7–6(9), 6–7(3), 8–6. Han spelade fram till ett personligt rekord, 32 aces och 104 winners. Kohlschreiber förlorade sedan mot Jarkko Nieminen 3–6, 7–6(7), 7–6(9), 6–3. Kohlschreiber misslyckades med att vända de 11 setpoängerna i den andra och tredje seten. 
Kohlschreiber var finalist i Gerry Weber Open i Halle, men föll mot världstvån Roger Federer 6–3, 6–4. I US Open 2008 förlorade Kohlscheiber mot serben Viktor Troicki 2–6, 6–3, 6–4, 0–3. 
I Doha och Auckland 2009 nådde Kohlschreiber kvartsfinalen. I Australiska Öppna  besegrade han Sam Querrey i andra omgången, innan han förlorade till Fabrice Santoro i fem set. Kohlschreiber deltog sedan i BNP Paribas Open i Indian Wells, där tysken besegrade Nicolás Lapentti från Ecuador 6–2 3–6 6–3 innan han föll mot Fernando Verdasco i fjärde omgången. I Franska Öppna besegrade Kohlschreiber bland annat världsfyran Novak Đoković med 6–4, 6–4, 6–4.

## Spelaren och personen
Kohlschreiber spelar med hårda grundslag med mycket topspin från baslinjen. Han är högerhänt och spelar med enhandsbackhand.
Kohlschreiber kallas "Kohli" och tycker om bilar, musik och datorspel. Han är sponsrad av Wilson (racketar, bag) och av Adidas (kläder).
Trots att han har större framgångar på grus håller han hardcourt som sitt favoritunderlag. Australiska öppna är hans favoritturnering.

## Världsranking (singel)
Ranking anger placering vid årets slut
- 2016: 32
- 2015: 34
- 2014: 24
- 2013: 22
- 2012: 20
- 2011: 43
- 2010: 34
- 2009: 27
- 2008: 28
- 2007: 32
- 2006: 60
- 2005: 93
- 2004: 92
- 2003: 209
- 2002: 268
- 2001: 764

## ATP-titlar
Singel
- BMW Open 2007 (grus)
- Heineken Open 2008 (hardcourt)

Dubbel
- BMW Open 2007 (grus)